# Fiadone
Le fiadone définit à la fois un gâteau corse (France) et une pâtisserie typique des Abruzzes et du Molise (Italie).

## Corse
Spécialité occupant une place importante dans la cuisine corse, le fiadone est composé notamment de brocciu, un fromage de lactosérum. On trouve un dessert assez semblable, l'imbrucciata, également sucré et préparé avec du brocciu, mais présenté avec une pâte feuilletée.

## Abruzzes et Molise
Le fiadone est aussi une pâtisserie typique des Abruzzes et de Molise en forme de gros ravioli qui se prépare pour les Pâques. En Italie, cette appellation est protégée via le label officiel « Produit agroalimentaire traditionnel » pour son emploi dans le commerce.